# Genos
GenOS는 대한민국의 인공지능(AI) 기술 기업 제논(GenON)에서 개발한 기업용 생성형 AI 플랫폼이다. 이 플랫폼은 모델 학습부터 데이터 및 프롬프트 관리, 사용자 인터페이스까지의 전 과정을 자동화한다. GenOS는 LLM 운영관리환경(LLM Ops), 문서 수집 및 전처리, 벡터 DB 임베딩 등 데이터 파이프라인을 통합 관리하는 프레임워크를 제공하는 AI Search 등의 기능으로 구성되어 있다. 또한 현업 사용자가 직접 생성형 AI 서비스를 만들 수 있는 UI와 노코드(No-Code) 환경도 제공한다. 
2025년 7월 기준 한국산업기술시험원(KTL)으로부터 굿소프트웨어(GS) 인증 1등급을 획득했다.
1. ↑  “모델 학습부터 AI 업무 서비스 개발, 배포까지...제논, 생성형 AI 플랫폼 ‘제노스’ GS 인증 1등급 획득”. 《인공지능신문》. 2025년 7월 10일. 2025년 8월 8일에 확인함.
2. ↑  기자, 박수빈 (2025년 7월 10일). “제논, 기업 AX 플랫폼 ‘제노스’로 GS 1등급 획득 - AI타임스”. 《AI타임스》. 2025년 8월 8일에 확인함.
3. ↑  “[ZD SW 투데이] NIA, 가명정보 활용으로 정책 대회 대상 수상 外”. 2025년 7월 10일. 2025년 8월 8일에 확인함.